# San Juan de Colón
San Juan de Colón es una ciudad de Venezuela, capital del municipio Ayacucho, en el Estado Táchira, en la zona occidental del país. Se trata de la tercera ciudad más poblada del estado, después del área metropolitana de San Cristóbal, y Táriba.
La ciudad suele ser conocida como "La Ciudad de las Palmeras" debido a la gran cantidad de palmeras que adornan su paisaje. Se encuentra cerca del cerro "El Morrachón," cerro de forma muy peculiar por su aspecto de volcán.
La ciudad cuenta con distintos medios de comunicación Radiales como lo son: Sensacional 107.7 FM, Ángelus 106.9 FM, Funsdayer 102.9 (Comunitaria) y Pentagrama 90.3. Adicional nos encontramos con emisoras con señal online (vía internet) como Energía Positiva Radio y Maxi Radio Digital. 
Además, la ciudad de San Juan de Colón cuenta con diferentes centros médicos, entre ellos el Hospital Clínico La Trinidad C.A. Siendo este el centro médico privado de mayor envergadura de la zona norte del estado Táchira y sur del lago de Maracaibo, con capacidad de +70 habitaciones, modernos quirófanos y 2 edificios equipados con tomografía de 16 cortes, rayos X, laboratorio y a la vanguardia en tecnologías para cirugía traumatológica y laparoscópica, posicionándose además en el cuarto lugar de atención médica privada en el eEstado Táchira.

## Historia
El corredor ecológico entre la región del sur del Lago de Maracaibo, la zona central Tachirense y los llanos occidentales de Barinas y Apure fue importante para el poblamiento aborigen de lo que actualmente es San Juan de Colón. La evidencia arqueológica sugiere el poblamiento de la zona por las etnias Caribes y Arahuacas. 
No se conoce con exactitud quienes fueron los primeros habitantes originarios de la zona y en que línea de tiempo, antes del presente, llegaron a la meseta, no obstante, la abundante presencia de petroglifos demuestra la importancia geográfica del espacio ancestral colonenese como hábitat permanente de grupos humanos en tiempos remotos. 
Los estudios arqueológicos arrojan datos interesantes respecto a las evidencias de asentamientos indígenas en la zona. A lo largo y ancho de la ciudad de San Juan de Colón y aledaños, se han encontrado metates, ídolos indígenas hechos de arcilla, puntas de flecha elaboradas a partir de rocas sedimentarias físiles de grano fino, ejemplo lutitas y ftanitas, además, como se mencionó anteriormente, los petroglifos, diseminados a lo largo del espacio geográfico de San Juan de Colón, dan testimonio de la cosmovisión, costumbres y lógicas de los pueblos originarios.
Las rocas más importante de San Juan de Colón en lo respectivo a petroglifos son: 1- Piedra del Mapa, 2- Piedra del parto, 3-  Piedra del 19 de abril, 4- estación rupestre de San Vicente, 5- Estación Piedra del Indio (La Colorada). 6- estación rupestres Santa Marta. La talladura sobre roca, generalmente Lutitas arcillosas de la formación geológica La Quinta (piedra del mapa) y areniscas grano grueso (estación arqueológica San Vicente) resaltan figuras zoomorfas, fitomórficas y antropomóficas. 
Basándose en las figuras fitomórficas, se ha hipotetizado deidades ancestrales asociadas al maíz, por tanto, tomando en consideración esta esta evidencia, se piensa que Caribes y Arahuacos cultivaban maíz, desde épocas antiquísimas en lo hoy es la ciudad de San Juan de Colón. Otros petroglifos abundantes son las espirales- vinculadas con la cosmovisión indígena y su conciencia de los ciclos o cambios recurrentes en la naturaleza- además, los petroglifos hallados en La estación rupestre Piedra del Mapa, dan fe de la existencia de mamíferos hoy día extintos en los alrededores boscosos de San Juan de Colón, por ejemplo, representaciones rupestres de huellas de felinos y úrsidos; según la taxonomía zoológica, y el contexto biogeográfico y zoogeográfico del piedemonte andino, los especímenes descritos por los pueblos originarios son: Panthera Onca (Jaguar), Puma (Puma concolor) y el Oso Frontino (Tremarctos Ornatus)
Las figuras Antropomórfas denotan el ethos de las dos etnias representativas del área de San Juan de Colón. Se ha hipotetizado demarcaciones étnicas con base en figuras de cabezas humanas de distintas formas y tamaños, construyendo cada etnia, Arahuacos y Caribes, su propio territorio. No obstante lo que no está muy claro es la presencia permanente de población Chibcha, asociadas a lo que comúnmente se conoce como los "timotocuicas"
Sobre la base de ciertos estudios empíricos ha cobrado fuerza la hipótesis de que el cerro El Morrachón (núcleo de una estructura geológica anticlinal en forma cónica o de "volcán") haya sido lugar de rituales ancestrales asociado a la cosmovisión de los pueblos originarios y por tanto, con un fuerte valor simbólico sagrado para los habitantes aborígenes de lo que actualmente es San Juan de Colón.
En el siglo XVI los primeros exploradores españoles al mando del capitán Diego Pérez de Tolosa, arribaron a la meseta en busca de rutas que les llevaran al encuentro del litoral caribeño con la recién fundada Pamplona, en el actual Norte de Santander, Colombia, y al mismo tiempo, buscar metales preciosos para obtener algún beneficio en materia minera. 
No existe evidencia concreta de que hubo enfrentamientos entre Caribe, Arahuacos y los exploradores españoles en el área específica de San Juan de Colón, sin embargo, la enconada resistencia Caribe en los valles y montañas de la región central venezolana y las primeras reyertas entre aborígenes y europeos en el sector Arcabucos, municipio Lobatera, del Estado Táchira, recién iniciadas las exploraciones españolas del actual Táchira al mando de Juan de Maldonado y Villaquirán y Juan Rodríguez de Suárez, no se descarta refriegas entre los habitantes originarios de la meseta y los primeros conquistadores españolas que arribaron al área del actual San Juan de Colón en la segunda mitad del siglo XVI.
Durante trescientos años, sobre la meseta, los españoles no fundaron población importante, los pueblos originarios fueron diezmados, otros se refugiaron en las selvas del sur del lago de Maracaibo y en las montañas que comunican la actual San Juan de Colón con Boca de Monte, específicamente en el sector Vegones.
Las fuentes orales han descrito la última presencia de pueblos originarios en Vegones, aldea localizada a una hora de San Juan de Colón. Estos últimos remanentes de los pueblos originarios fueron, solamente una pareja indígena, habitantes del sector, obligados a abandonar sus tierras por colonos blancos y mestizos provenientes de Casa del padre y Lobatera. 
La meseta se mantuvo como una sabana boscosa, colonizada por granjeros lobaterenses por más dos siglos. Los lobaterenses, generalmente criollos de origen español, o mestizos, descendientes de españoles e indígenas, se asentaron de manera semi- permanente, por lo menos a inicios del siglo XIX en la meseta, eran propietarios de parcelas ganaderas o conucos.
Es de resaltar que con el pasar de los años, desde la segunda mitad del siglo XVII hasta 1832, etapa republicana venezolana, la meseta adquirió mayor importancia para los habitantes de Lobatera por su valor agropecuario.
Se presume que durante los primeros treinta años del siglo XIX colonos provenientes de Lobatera, Casa del Padre y La Grita, construyeron pequeñas casas con el propósito de mantener una presencia permanente en la meseta.
Para 1831 existía un caserío de nombre " Aldea Río de las casas" se desconoce la cantidad de habitantes para la época. Además, como parroquia civil fue aprobada formalmente su creación por la provincia de Mérida el mismo año con el nombre oficial de San Juan de Lobatera.  La aldea fue creciendo muy lentamente desde 1831 hasta 1849.
Los llanos de Lobatera, conocido así el área del actual San Juan de Colón por los habitantes del poblado de Lobatera, adquirió relevancia a partir del terremoto de Lobatera de 1849. Varias familias provenientes de Lobatera, damnificadas por el seísmo se trasladaron a San Juan de Lobatera para vivir permanentemente y fundaron de manera oficial el poblado de San de los llanos, primeramente, y luego, cambiaron el nombre por San Juan de Colón.
La población fue creciendo de manera sostenida desde entonces. La topografía plana de la meseta fue vital para el desarrollo agropecuario de San Juan de Colón a partir de 1850. San Juan de Colón, paso obligado de los comerciantes que se dirigían desde San Cristóbal hacia el Sur del Lago de Maracaibo cobró relevancia, como en antaño, debido a su localización geoespacial. Atraídos por el boom del Café, inmigrantes franceses de origen corso e Italianos llegaron a San Juan de Colón, además, el pueblo, de a poco, aumentó su población pues familias provenientes de La Grita, Lobatera, San Cristóbal, Casa del Padre, San Antonio, se establecieron en el poblado debido al comercio generado no sólo por el café y la caña azucarera, sino por la importancia logística en materia económica por estar San Juan de Colón emplazado entre la ciudad de San Cristóbal, los llanos occidentales y el sur del lago de Maracaibo.

## Población
La población data de la segunda mitad del siglo XIX, cuando recibía el nombre de San Juan de Lobatera. Posteriormente fue llamada Los Llanos de San Juan, hasta que finalmente fue llamada San Juan de Colón.
A fines del siglo XIX y los primeros veinte años del siglo XX cierto número de inmigrantes europeos, principalmente franceses corsos e italianos arribaron a la población de San Juan de Colón, aportando muchas de sus costumbres y cultura al acervo Ayacusense, notándose claramente en la semejanza con que los jóvenes llaman a sus abuelos "nonos", tal como lo hacen los itálicos. Aproximadamente con 57 427 habitantes actualmente. San Juan de Colón es una urbe en crecimiento.

## Clima
De acuerdo con los datos publicados por el Instituto Nacional de Meteorología e Hidrología (INAMEH), la temperatura promedio es de 24,4 °C y la precipitación media mensual es de 205,03 mm. Según la clasificación climática de Köppen, se trata de un clima de selva tropical húmeda (Af), donde el mes más seco registra 45,62 mm de precipitación, lo que indica la presencia de lluvias durante todo el año.
En cuanto a los vientos periódicos, su ubicación geográfica la sitúa en una zona de barlovento, debido al efecto föhn que ocurre cuando los vientos alisios del noreste, canalizados en la depresión del lago, ascienden por efecto topográfico y descargan su humedad, generando un óptimo pluviométrico.
Cabe destacar que la sensación térmica no es uniforme en toda la ciudad, ya que se trata de un asentamiento de montaña con una pendiente considerable. Esto da lugar al fenómeno conocido como gradiente altotérmico, por el cual las zonas norte y noroeste presentan un aumento de aproximadamente 1 °C respecto a la media, mientras que en los sectores sur y sureste se registra una disminución de 1 °C por debajo del promedio.

## Vías de comunicación
La Carretera Panamericana, así como también está conectada a la capital del Estado Táchira, San Cristóbal, por la Autopista Colón-San Cristóbal, cuyo comienzo se encuentra en la entrada de la populosa "Asociación Civil Cristóbal Colón, a margen de la Carretera Panamericana y de la avenida "Luis Hurtado Higuera", principal avenida de la ciudad, misma donde se emplaza su principal centro asistencial público, el hospital "Dr. Ernesto Segundo Paolini".
Tiene dos aeropuertos cercanos: Aeropuerto Internacional Juan Vicente Gómez es por la carretera San Pedro del Río - El Vallado - Ureña, y Aeropuerto Internacional "Francisco García de Hevia" de La Fría es por la Autopista San Cristóbal - La Fría (tramo San Félix del Táchira - La Fría) y la Carretera Nacional Maracaibo - La Fría (Vía Machiques).
Esta vía de comunicación es por la panamericana y la autopista (vía Lobatera), por ser nodo vial comercial-económica al igual que la ciudad de Barquisimeto del Estado Lara, aunque tiene autopista con tramo Lobatera - Colón, de la autopista San Cristóbal - La Fría. La ciudad de San Juan de Colon es una de las ciudades más importantes del Táchira; es la 4.ª ciudad poblada y rica esencialmente en agricultura tales como: la yuca, la papa y el café, las vías de comunicación es por la Carretera Panamericana es la más importante del Estado Táchira que conecta va San Cristóbal, Michelena, Lobatera, Colon, San Félix del Táchira y La Fría. Uno de los medios de comunicación es el periódico, la radio y la TV; y el canal del municipio Ayacucho es la "Ayacucho de Televisión TV", conocida como AYATEL TV, lo que documenta la Alcaldía del Municipio Ayacucho, está creciendo económicamente y poblacionalmente; y podría ser una de las ciudades más importantes del comercio de Venezuela y Colombia, para tener más ganancia. Tiene también la avenida Universidad y la avenida Pérez de Toloza.
Cuenta con distintos medios de comunicación que destaca así el talento colonense como lo son: Sensacional 107.7FM siendo la estación radial co' más años al aire, Angelus 106.9FM, Pentagrama 90.3 en el casco central y Funsdayer 102.9 ubicada en el barrio Urdaneta.
NuestrosEmediot digitales son:n: Energía Positiva Radio, La Nube, Circuito Doble RR, Maxi Radio Digital y Urba.o.

## Aspectos Culturales y Deportivos
San Juan de Colón, ubicada en Venezuela, es una ciudad con una rica tradición tanto en el ámbito cultural como en el deportivo.
En el ámbito deportivo, la ciudad ha albergado importantes clubes de fútbol. Fue sede del extinto club "Nacional de Colón", que logró conquistar dos títulos en el torneo profesional venezolano. Este equipo disputaba sus encuentros en el estadio "Orlando Medina", situado en una locación estratégica junto al cañón. En 2014, surge el club de fútbol R.E.D.I Colón (Rumbo a la Excelencia Deportiva Internacional), compitiendo actualmente en la tercera División del fútbol venezolano, Liga Movistar.
Culturalmente, la ciudad cuenta con la "Casa de la Cultura Pedro Antonio Ríos Reyna" y el "Gimnasio cubierto Marco Antonio Gabaldon Pulido". Además, San Juan de Colón es reconocida a nivel nacional e internacional por sus escuelas de música clásica y sus orquestas, y celebra con gran fervor sus ferias patronales en honor a San Juan Bautista.
La educación también ha dejado huella en la ciudad:
- Escuela Santa Teresa, dirigida por la señorita Heraclia Vivas, 1889
- Escuela Bolivar , dirigida por Br. Francisco de Paula Reyna, 1890
- Escuela Corazon de Maria , dirigida por la señorita Amelia Giusti, 1898
- Escuela Federal Ayacucho para señoritas, dirigida por Regina mujica, 1916
-Escuela Federal Junin para varones ue posteriormente se llamara Samuel Dario Maldonado, dirigida por Ramon Velasquez (Padre), 1916 también se fundó el 4 de febrero de 1925 El "Colegio Parroquial Monseñor Edmundo Vivas", situado en la calle 3 en el centro, Cercano a este, se encuentra el grupo escolar "Francisco de Paula Reyna", donde destaca la "Piedra Del Mapa", una roca de gran tamaño que alberga petroglifos atribuidos a los primeros pobladores aborígenes de la ciudad. Esta piedra es envuelta por leyendas locales que narran sucesos místicos y cósmicos ligados a ella.